# Big Little Lies
Big Little Lies, ou Petits secrets, grands mensonges au Québec, est une série télévisée américaine en quatorze épisodes de 45 à 56 minutes, créée par David E. Kelley et diffusée entre le 19 février 2017 et le 21 juillet 2019 sur HBO et au Canada sur HBO Canada.
La série est inspirée du roman Petits secrets, grands mensonges de Liane Moriarty. Développée au départ pour être une mini-série, elle a connu un accueil critique chaleureux et a été récompensée par un Primetime Emmy Award et un Golden Globe dans la catégorie meilleure mini-série ou meilleur téléfilm.
En France, la série a été diffusée entre le 20 février 2017 et le 22 juillet 2019 sur OCS City puis rediffusée en clair entre le 25 août et le 30 septembre 2020 sur TF1. En Belgique et en Suisse, elle a été diffusée aux mêmes dates sur Be 1 et RTS Un, et au Québec, entre le 27 avril 2017 et le 21 juillet 2019 sur Super Écran et en clair sur Noovo durant la saison automne-hiver 2021-2022.

## Synopsis
Madeline MacKenzie (Reese Witherspoon) est une mère de famille à la vie apparemment parfaite. Elle rencontre le jour de la rentrée scolaire Jane Chapman (Shailene Woodley), la jeune mère célibataire d'un petit garçon prénommé Ziggy (Iain Armitage). Madeline lui fait rencontrer sa meilleure amie, Celeste Wright (Nicole Kidman), une ancienne avocate d'apparence fragile, et les trois femmes se lient d'amitié.
Mais à la fin de la journée de la rentrée scolaire, un accident se produit : Ziggy est accusé d'avoir étranglé la fille de l'une des mères les plus influentes de l'école, Renata Klein (Laura Dern). Cet incident, qui semble pourtant sans conséquence, va bousculer le quotidien de la petite ville de Monterey jusqu'au jour où un meurtre se produit lors d'une soirée caritative organisée par l'école...

## Distribution

### Acteurs principaux
- Reese Witherspoon (VF : Laura Blanc) : Madeline Martha Mackenzie
- Nicole Kidman (VF : Danièle Douet) : Celeste Wright
- Shailene Woodley (VF : Jessica Monceau) : Jane Chapman
- Alexander Skarsgård (VF : Nessym Guetat) : Perry Wright
- Adam Scott (VF : Damien Boisseau) : Ed Mackenzie
- Zoë Kravitz (VF : Olivia Luccioni) : Bonnie Carlson
- James Tupper (VF : Éric Aubrahn) : Nathan Carlson
- Jeffrey Nordling (VF : Joël Zaffarano) : Gordon Klein
- Laura Dern (VF : Laurence Charpentier) : Renata Klein
- Kathryn Newton (VF : Camille Donda) : Abigail Carlson (saison 2 - récurrente saison 1)
- Iain Armitage (VF : Sarah Brannens) : Ziggy Chapman (saison 2 - récurrent saison 1)
- Meryl Streep (VF : Frédérique Tirmont) : Mary Louise Wright (saison 2)

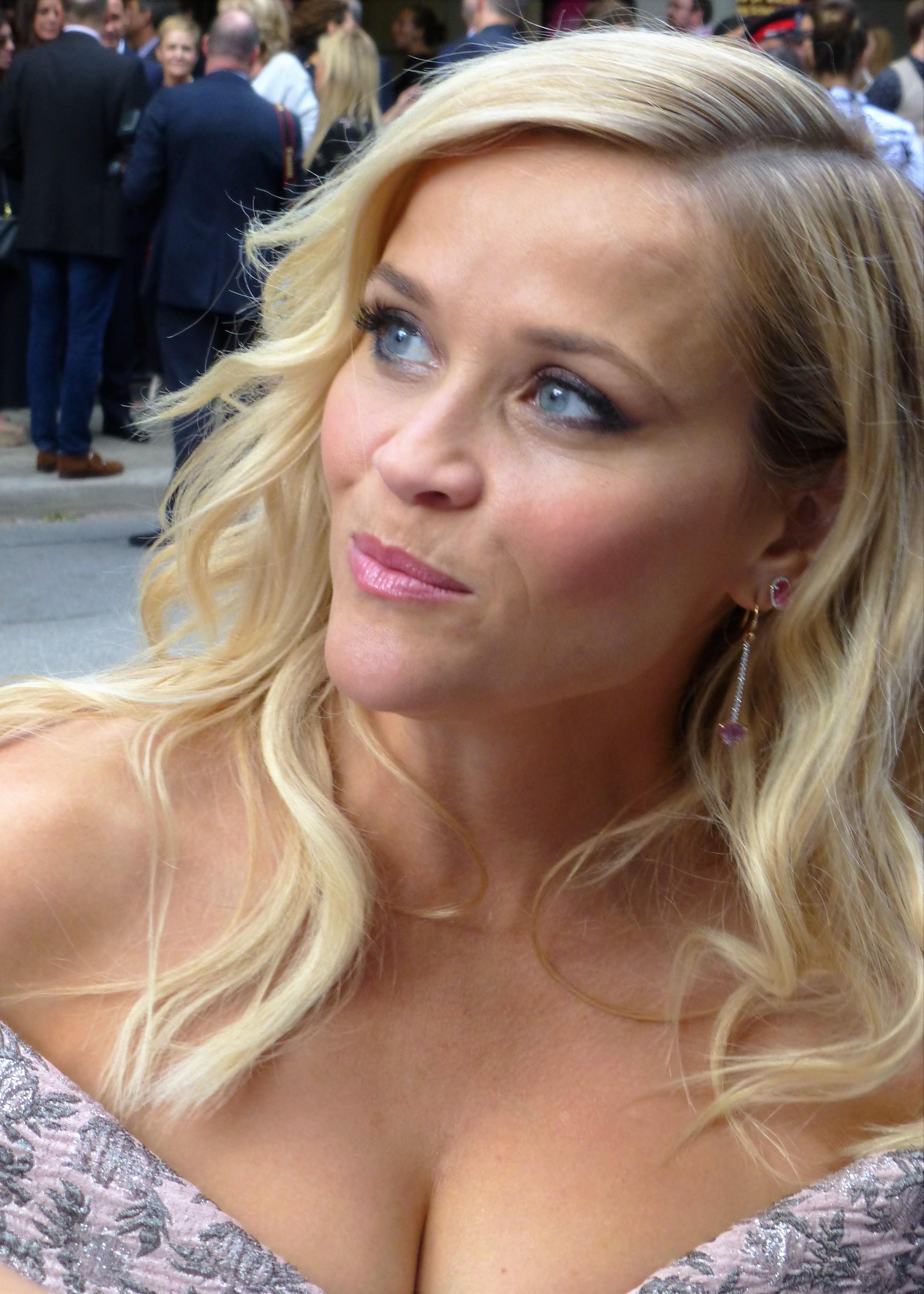
Reese Witherspoon interprète Madeline.
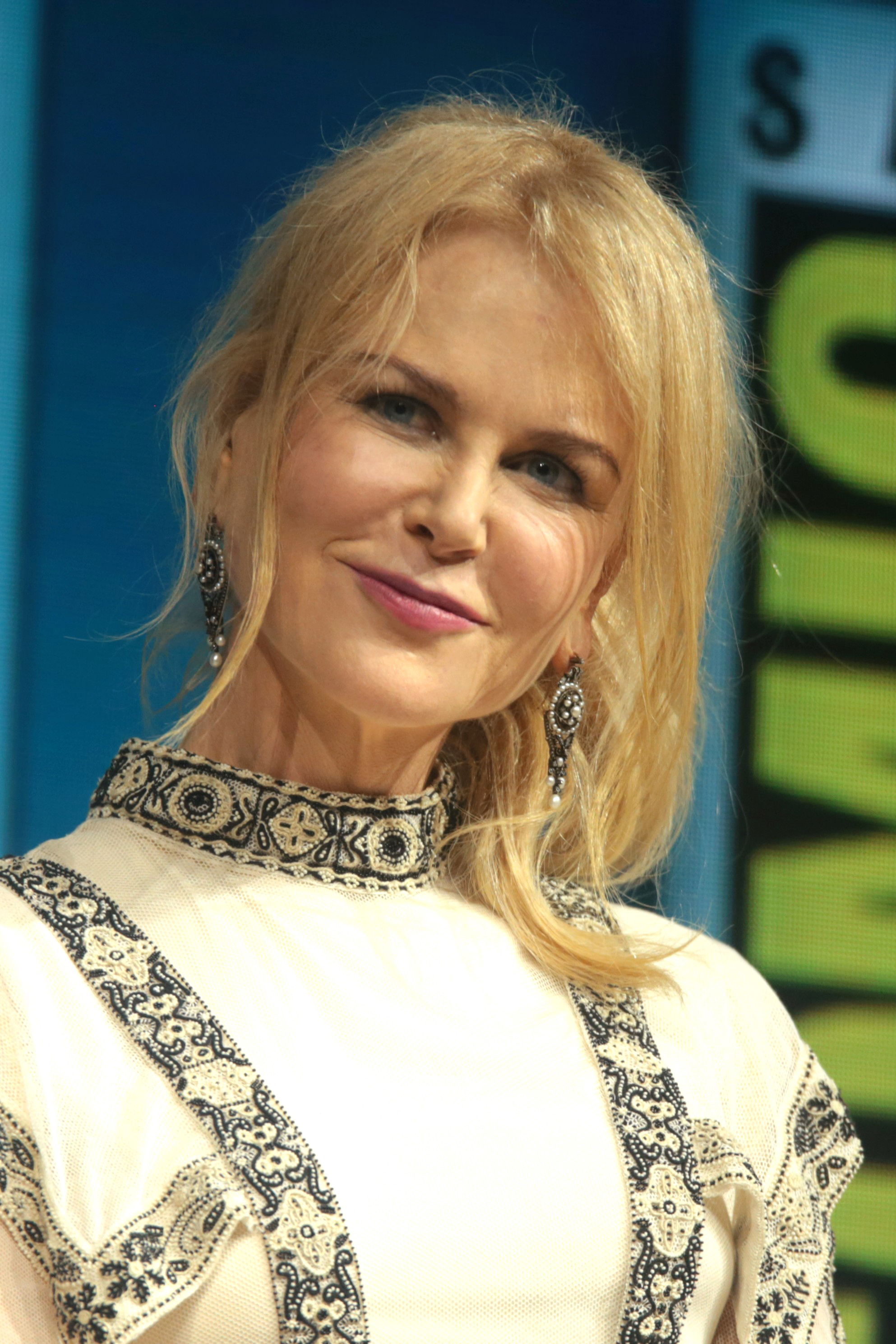
Nicole Kidman interprète Celeste.
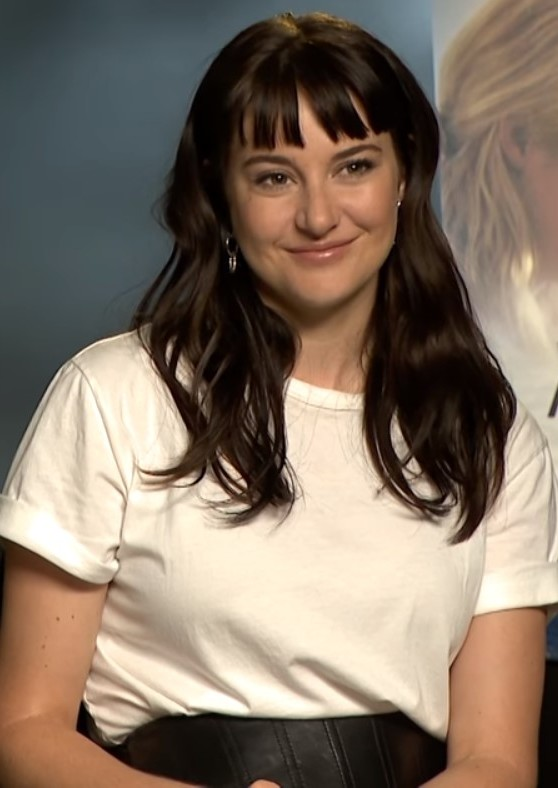
Shailene Woodley interprète Jane.
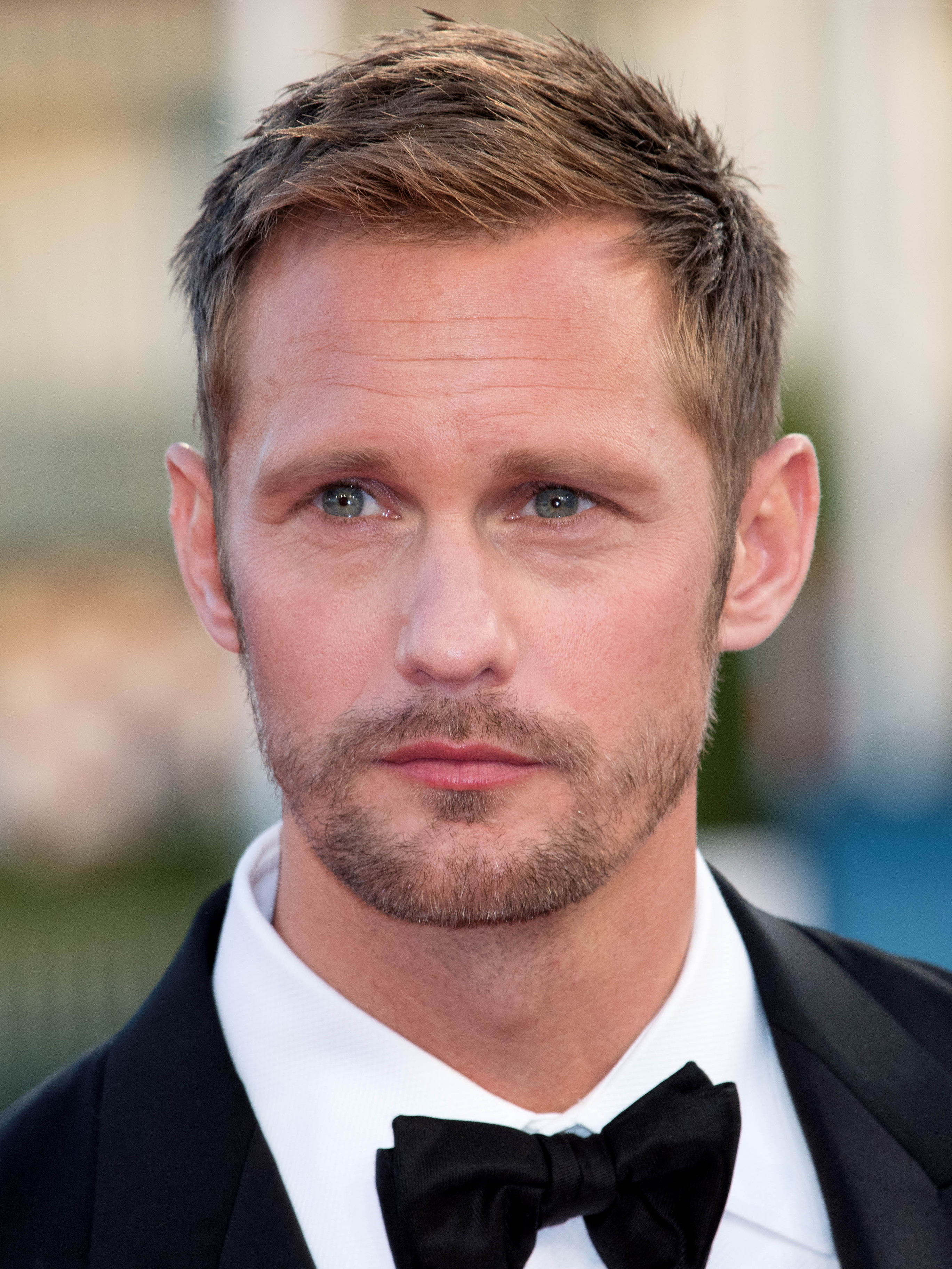
Alexander Skarsgård interprète Perry.
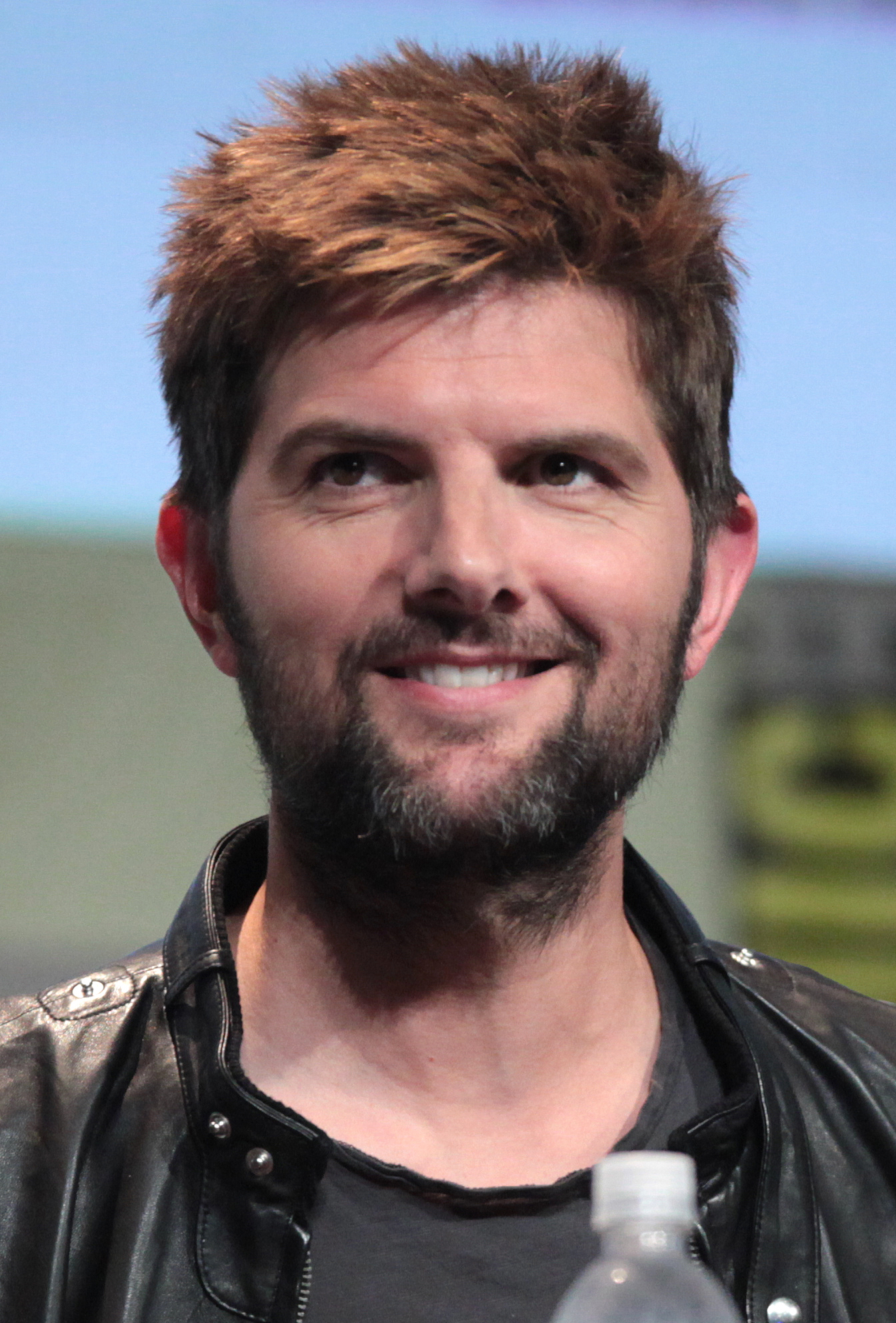
Adam Scott interprète Ed.
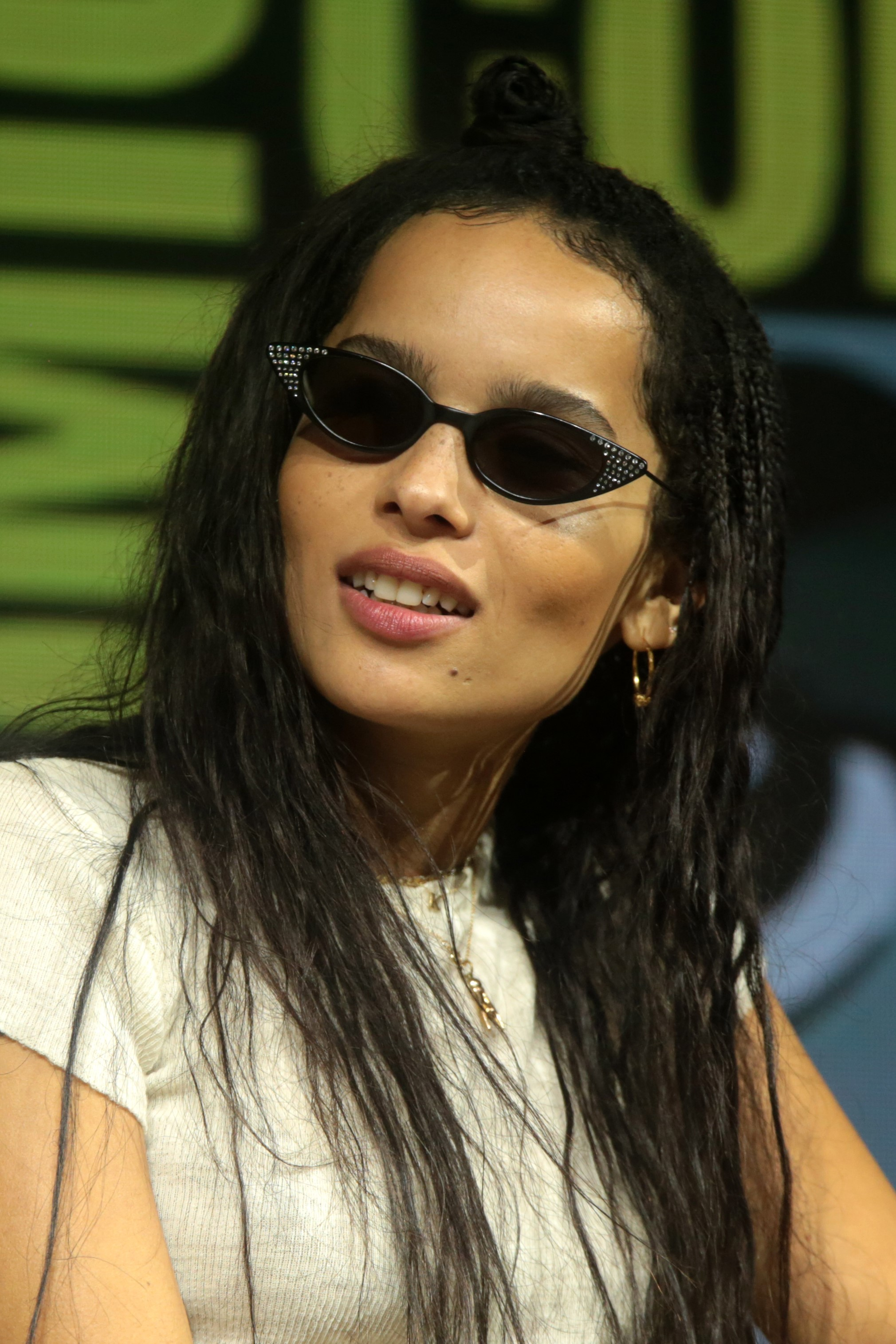
Zoë Kravitz interprète Bonnie.
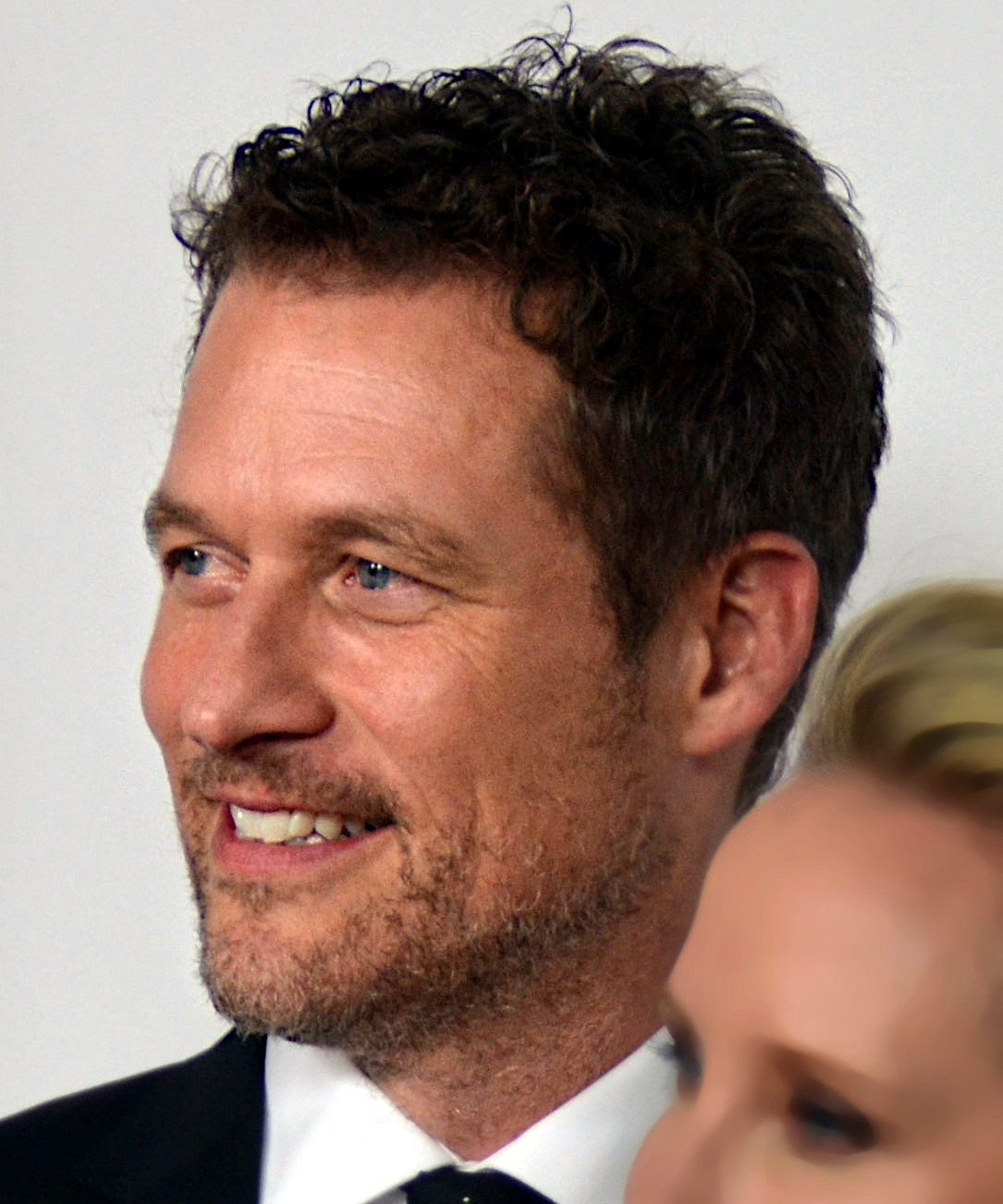
James Tupper interprète Nathan.
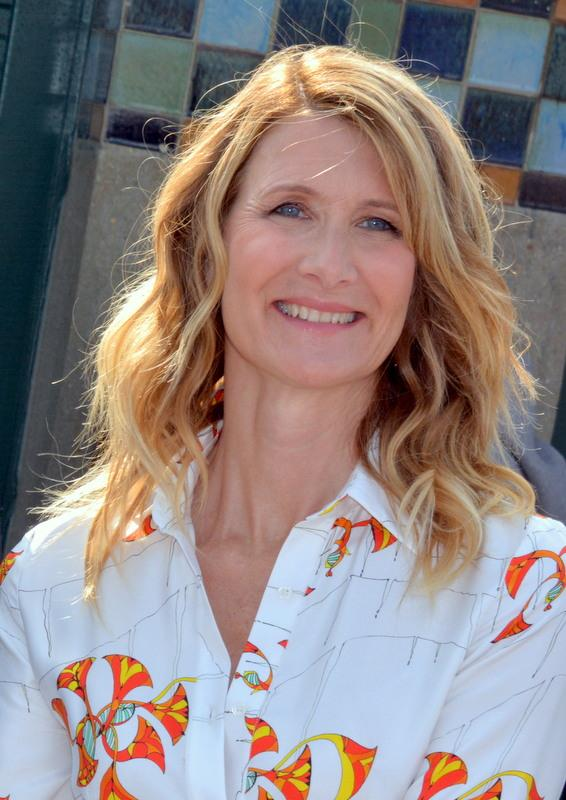
Laura Dern interprète Renata.
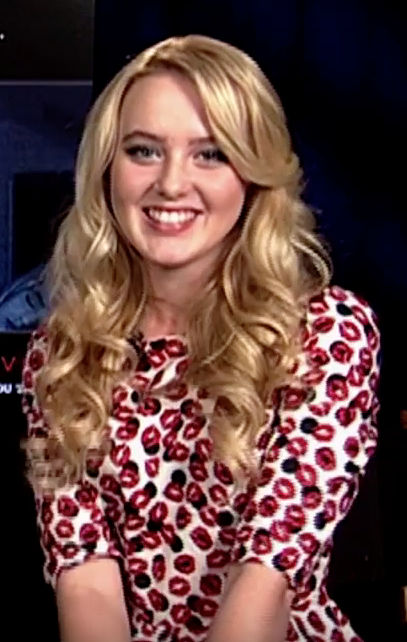
Kathryn Newton interprète Abigail.
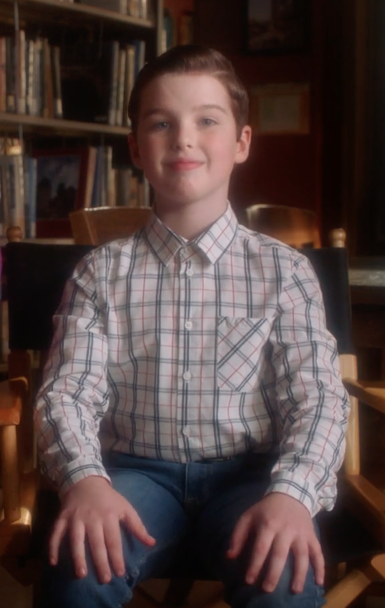
Iain Armitage interprète Ziggy.
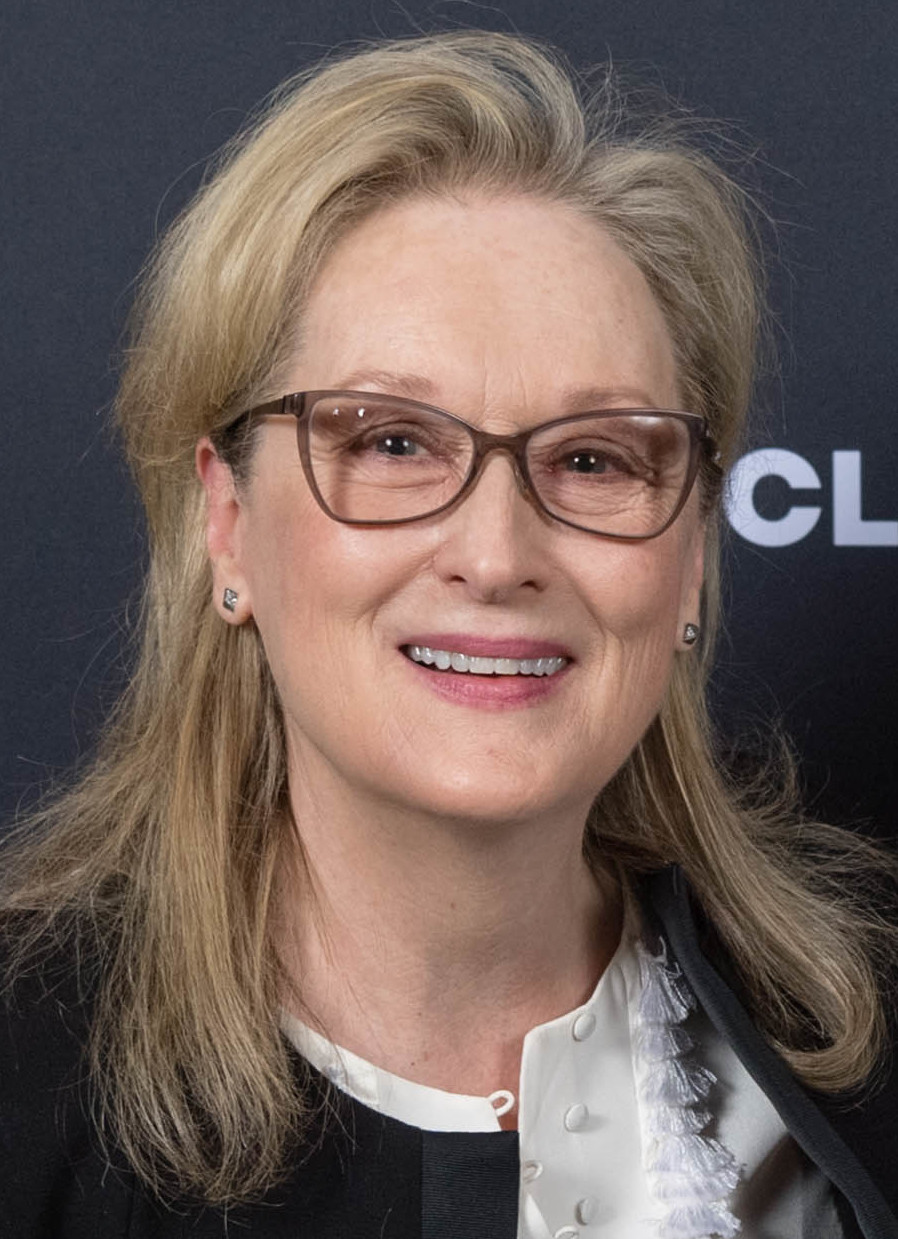
Meryl Streep interprète Mary Louise.

### Acteurs récurrents
Introduits dans la saison 1
- Darby Camp (VF : Lisa Caruso) : Chloe Mackenzie
- Cameron Crovetti : Josh Wright
- Nicholas Crovetti : Max Wright
- Ivy George (en) : Amabella Klein
- Chloe Coleman : Skye Carlson
- P. J. Byrne (VF : Laurent Morteau) : le principal Warren Nippal
- Sarah Sokolovic : Tori Bachman
- Robin Weigert (VF : Magali Barney) : Dr Amanda Reisman
- Merrin Dungey (VF : Laura Zichy) : inspecteur Adrienne Quinlan
- Sarah Baker (VF : Edwige Lemoine) : Thea Cunningham (saison 1)
- Sarah Burns (VF : Pamela Ravassard) : Gabrielle (saison 1)
- Hong Chau (VF : Geneviève Doang) : Jackie (saison 1)
- Kelen Coleman (en) (VF : Dorothée Pousséo) : Harper Stimson (saison 1)
- David Monahan (en) : Bernard (saison 1)
- Larry Sullivan (en) (VF : Igor Chometowski) : Oren (saison 1)
- Virginia Kull (VF : Caroline Victoria) : Mme Barnes (saison 1)
- Kathreen Khavari (en) : Samantha (saison 1)
- Tim True (VF : François Delaive) : inspecteur Walt Gibson (saison 1)
- Santiago Cabrera (VF : Valentin Merlet) : Joseph Bachman (saison 1)
- Joseph Cross (VF : Jim Redler) : Tom (saison 1)

- Larry Bates : Stu
- Kathreen Khavari : Samantha

Introduits dans la saison 2
- Douglas Smith (VF : Juan Llorca) : Corey Brockfield
- Mo McRae (VF : Jean-Michel Vaubien) : Michael Perkins
- Crystal Fox (en) (VF : Isabelle Leprince) : Elizabeth Howard
- Martin Donovan (VF : Guillaume Bourbourlon) : Martin Howard
- Poorna Jagannathan (VF : Françoise Cadol) : Katie Richmond
- Denis O'Hare (VF : Nicolas Marié) : Ira Farber

- Version française
  - Société de doublage : Chinkel[9],[10]
  - Direction artistique : Céline Ronté[9],[10]
  - Adaptation des dialogues : Garance Merley & Pierre Michel[10]
  - Enregistrement : Gautier De Faultrier[10]
  - Mixage : Nathan Senot et Alice Desseauve[10]
  - Montage : Manon Serve & Laurent Lepaumier[10]

 Source et légende : version française (VF) sur RS Doublage, Doublage Séries Database et selon le carton du doublage français en fin d'épisode sur le service OCS Go.

## Production

### Développement
Le 8 mai 2015, la chaîne à péage HBO annonce la commande de Big Little Lies, une mini-série tirée du roman de Liane Moriarty adapté par David E. Kelley avec Nicole Kidman, Reese Witherspoon et Shailene Woodley dans les rôles principaux,.
Le 28 novembre 2016, HBO dévoile la date de lancement de la sérié limitée pour le 19 février 2017 et qu'elle sera composée de sept épisodes,.
Le 4 avril 2017, Jean-Marc Vallée, réalisateur des épisodes, confirme que la série conservera le format de mini-série et par conséquent, ne connaitra pas de deuxième saison. « Il était prévu que ce soit un projet unique, et la fin laisse les téléspectateurs s'imaginer ce qui peut se passer après. Si nous faisons une saison 2, nous casserons ce bel objet que nous avons créé et le gâcherons » confie le réalisateur au site internet Vulture.
Le 8 décembre 2017, après de nombreuses rumeurs, la chaîne annonce que la série est finalement renouvelée. David E. Kelley sera de retour au scénario qui sera adaptée d'une histoire inédite de Liane Moriarty, l'auteure du roman. Reese Witherspoon et Nicole Kidman seront de retour à la distribution mais aussi en tant que productrices exécutives. Jean-Marc Vallée restera producteur exécutif mais abandonne la réalisation qui sera confiée à Andrea Arnold. Le mois suivant, le directeur de la programmation de la chaîne dévoile que la diffusion de la saison est prévue pour 2019.
Comme pour la première, la seconde saison a été écrite avec une véritable conclusion. Le 24 juillet 2019, le président de HBO déclare que les chances qu'une troisième saison soit produite sont minces en raison des emplois du temps des acteurs et leurs carrières importantes. Néanmoins, il précise que si les acteurs sont prêts à revenir et que la production suggère une histoire, il reste ouvert à la possibilité de renouveler la série.

### Attribution des rôles
En novembre 2015, Nicole Kidman et Reese Witherspoon sont les premières à rejoindre la distribution.
Le 5 décembre 2015, Shailene Woodley rejoint la distribution dans le rôle de Jane, au cours du mois, Kathryn Newton est annoncé dans le rôle de la fille de Madeline (Reese Witherspoon), Laura Dern obtient le rôle de Renata Klein, Adam Scott le rôle de Ed Mackenzie et Zoë Kravitz dans celui de Bonnie Carlson.
Le 8 décembre 2017, lors de l'annonce du renouvellement de la série pour une seconde saison, il est confirmé que Nicole Kidman et Reese Witherspoon seront de retour et qu'une grande partie de la distribution de la première saison est en négociation.
Le 24 janvier 2018, il est annoncé que la célèbre actrice Meryl Streep rejoint la distribution de la deuxième saison pour interpréter Mary Louise Wright, la mère de Perry, le personnage interprété par Alexander Skarsgård.
Le 27 mars 2018, Douglas Smith rejoint la distribution de la série pour interpréter Corey Brockfield, un personnage récurrent qui sera le collègue de Jane Chapman.
Le 3 avril 2018, il est annoncé que Kathryn Newton, Sarah Sokolovic, Robin Weigert et Merrin Dungey seront de retour dans la deuxième saison de la série. Newton et Sokolovic rejoindront pour l'occasion la distribution principale. Deux nouveaux acteurs sont également annoncés : Crystal Fox pour la distribution principale et Mo McRae pour un rôle récurrent. Quelques jours après, Martin Donovan rejoint à son tour la distribution récurrente de la série. Néanmoins, lors du lancement de la saison, seul Kathryn Newton, Iain Armitage et Meryl Streep sont crédités dans la distribution principale, Sarah Sokolovic ayant finalement conservé son statut récurrent.
Le 7 mai 2018, l'actrice Poorna Jagannathan rejoint la distribution récurrente. Elle est suivie par Denis O'Hare qui rejoint officiellement la distribution le 15 juin 2018.

### Fiche technique
- Titre original : Big Little Lies
- Titre québécois : Petits secrets, grands mensonges
- Création : David E. Kelley, d'après le roman de Liane Moriarty
- Réalisation : Jean-Marc Vallée (saison 1) ; Andrea Arnold (saison 2)
- Scénario : David E. Kelley
- Direction artistique : James F. Truesdale (saison 1) ; Austin Gorg et Harry E. Otto (saison 2)
- Photographie : Yves Bélanger (saison 1) ; Jim Frohna (saison 2)
- Décors : John Paino
- Costumes : Alix Friedberg
- Casting : David Rubin
- Production : Barbara A. Hall et David Auge
- Producteur délégués : David E. Kelley, Jean-Marc Vallée, Reese Witherspoon, Bruna Papandrea, Nicole Kidman, Per Saari, Gregg Fienberg, Nathan Ross, Liane Moriarty et Andrea Arnold (saison 2)
- Sociétés de production : David E. Kelley Productions, Blossom Films, Pacific Standard (saison 1) / Hello Sunshine (saison 2) et Crazy Rose (saison 2)
- Sociétés de distribution : HBO (États-Unis, télévision) et Warner Bros. Television (globale)
- Pays d'origine :  États-Unis
- Langue originale : anglais
- Format : Couleur - 1.78:1 - 1080p (HDTV) - son Dolby Digital 5.1
- Genre : série dramatique
- Durée : 42–56 minutes
- Public :
  -  États-Unis :  (interdit aux moins de 17 ans, réservé aux adultes)
  -  France : Déconseillé aux moins de  ans (OCS - première diffusion) ; Accord Parental (vidéo)

 Sauf indication contraire, les informations mentionnées dans cette section peuvent être confirmées par la base de données cinématographiques IMDb,  présente dans la section « Liens externes ».

## Épisodes
| Saisons | Saisons | Nombre d'épisodes | Diffusion originale | Diffusion originale |
| Saisons | Saisons | Nombre d'épisodes | Début de saison     | Fin de saison       |
| ------- | ------- | ----------------- | ------------------- | ------------------- |
|         | 1       | 7                 | 19 février 2017     | 2 avril 2017        |
|         | 2       | 7                 | 9 juin 2019         | 21 juillet 2019     |

### Première saison (2017)
Composée de sept épisodes, réalisée entièrement par Jean-Marc Vallée et écrite par David E. Kelley d'après le roman Liane Moriarty, elle a été diffusée entre 19 février et le 2 avril 2017.
1. Quelqu'un est mort (Somebody's Dead)
2. Protection maternelle (Serious Mothering)
3. Une vie de rêve (Living the Dream)
4. Les choses se gâtent (Push Comes to Shove)
5. Chat échaudé... (Once Bitten)
6. Un amour brûlant (Burning Love)
7. On obtient ce qu'il nous faut (You Get What You Need)

### Deuxième saison (2019)
Composée de sept épisodes, réalisée entièrement par Andrea Arnold et écrite par David E. Kelley d'après une histoire inédite de Liane Moriarty, elle a été diffusée du 9 juin au 21 juillet 2019.
1. Qu'est-ce qu'elles ont fait ? (What Have They Done?)
2. Les Cœurs révélateurs (Tell-Tale Hearts)
3. La Fin du monde (The End of the World)
4. Elle sait (She Knows)
5. Tue-moi (Kill Me)
6. La Mauvaise Mère (The Bad Mother)
7. Je veux savoir (I Want to Know)

## Accueil

### Critiques
Globalement, la série a connu un accueil très chaleureux de la part de la critique et des spectateurs. Au 28 juin 2020, elle bénéficie d'une moyenne globale de 89 % de critiques positives sur le site agrégateur de critiques professionnelles Rotten Tomatoes, et les deux saisons ont reçu le statut « Frais », le certificat de qualité du site.
La première saison de la série bénéficie d'une moyenne de 93 % de critiques positives, avec une note moyenne de 8,5/10 sur la base de 124 critiques collectées, lui permettant d'obtenir son premier statut « Frais » juste après son lancement. Le consensus critique établi par le site résume que « la série est hautement addictive et qu'elle est un excellent voyage mené par une grande distribution ».
La seconde saison obtient une moyenne de 85 % de critiques positives, avec une note moyenne de 7,7/10 sur la base de 101 critiques collectées. Le consensus critique établi par le site résume que « Magnifique et saisissante, la seconde saison renforce son humour noir et offre encore plus de drames à son impressionnante distribution, notamment Meryl Streep ».

### Audiences

#### Aux États-Unis
| Saisons | Saisons | Diffusion originale sur HBO | Nombre d'épisodes | Lancement       | Lancement       | Final           | Final           | Téléspectateurs (en moyenne) |
| Saisons | Saisons | Diffusion originale sur HBO | Nombre d'épisodes | Date            | Téléspectateurs | Date            | Téléspectateurs | Téléspectateurs (en moyenne) |
| ------- | ------- | --------------------------- | ----------------- | --------------- | --------------- | --------------- | --------------- | ---------------------------- |
|         | 1       | Dimanche, 21 h              | 7                 | 19 février 2017 | 1,13 million    | 2 avril 2017    | 1,86 million    | 1,17 million                 |
|         | 2       | Dimanche, 21 h              | 7                 | 9 juin 2019     | 1,42 million    | 21 juillet 2019 | 1,98 million    | 1,64 million                 |

La première saison de Big Little Lies a attiré 8,5 millions de téléspectateurs, comprenant les audiences en première diffusion et des services de streaming de HBO,,. La seconde saison, quant à elle, a été vue par 10 millions de téléspectateurs en audiences cumulées de sa diffusion originale et en streaming sur les plateformes de HBO, soit une hausse de 18 % par rapport à la première saison,.

#### En France
| Saisons | Saisons | Diffusion sur TF1                                          | Nombre d'épisodes | Lancement         | Lancement       | Final             | Final           | Téléspectateurs (en moyenne) |
| Saisons | Saisons | Diffusion sur TF1                                          | Nombre d'épisodes | Date              | Téléspectateurs | Date              | Téléspectateurs | Téléspectateurs (en moyenne) |
| ------- | ------- | ---------------------------------------------------------- | ----------------- | ----------------- | --------------- | ----------------- | --------------- | ---------------------------- |
|         | 1       | Mardi, 21 h à 0 h (sauf ép 1 et 2 - Mardi, 21 h à 23 h 15) | 7                 | 25 août 2020      | 4,256 millions  | 15 septembre 2020 | 1,78 million    | 2,56 millions                |
|         | 2       | Mardi, 22 h 50 à 1 h 30                                    | 7                 | 15 septembre 2020 | 1,35 million    | 30 septembre 2019 | 0,504 million   | indéterminé                  |

D'abord diffusé sur OCS City en France, Big Little Lies connaît sa première diffusion en clair sur TF1, où elle ne parvient pas à rencontrer son public. Malgré un démarrage correct pour le premier épisode diffusé le 25 août 2020 (4,25 millions de téléspectateurs et 20,3% de part de marché), faisant jeu égal avec le premier épisode de la série française La Stagiaire, diffusée à la même heure sur France 3, le second épisode de Big Little Lies n'est vu que par 3,30 millions de téléspectateurs (18,6%), soit une perte d'un million de téléspectateurs entre deux inédits pour TF1. Les deux épisodes ont été vus en moyenne par 3,74 millions de téléspectateurs, se hissant en deuxième position des audiences de la soirée, et une part de marché de 19,5% sur les individus de quatre ans et plus et 30,5% sur les femmes responsables des achats de moins de cinquante ans, cible sur laquelle TF1 est leader. La semaine suivante, la chaîne amorce la diffusion de trois épisodes par soirée, mais ne parvient pas à enrayer la chute d'audience car ils ont été vus en moyenne par 2,47 millions de téléspectateurs, restant en seconde position des audiences derrière La Stagiaire, et une part de marché à 11,7% auprès du public âgé de 4 ans et plus et à 19,5% sur la cible commerciale sur laquelle la première chaîne conserve le leadership.
En raison du peu de succès escompté obtenu par la série, TF1 annonce qu'à partir du 22 septembre 2020, Big Little Lies sera diffusée en seconde partie de soirée après les deux inédits de Good Doctor. Le 15 septembre 2020, pour sa dernière soirée en prime time, la série d'HBO rencontre des audiences catastrophiques avec 1,93 million de téléspectateurs en moyenne qui ont vu les deux derniers épisodes de la première saison et le lancement de la deuxième saison, pour une part de marché de 9,7%.
Plusieurs facteurs peuvent expliquer que les audiences décevantes de Big Little Lies en France. La série n'est pas adaptée à un public familial contrairement à certaines séries de TF1, en raison des thèmes évoquées notamment celui des violences conjugales. De plus, certains téléspectateurs n'ont pas accroché car il s'agit d'« un drame psychologique qui met du temps à s'installer » et qu'elle n'est pas « calibrée » et « trop exigeante » pour TF1, qui a tenté un pari audacieux en la mettant en première partie de soirée,. Toutefois, selon TF1, la série connaît une « très large audience auprès du public féminin » avec « 29 % de part d'audience en moyenne sur les femmes responsables des achats ».

## Autour de la série

### Bandes originales
Le 31 mars 2017, ABKCO Records a édité une compilation contenant une sélection de chansons issues de la première saison de la série, dont Cold Little Heart, le générique interprété par Michael Kiwanuka.
Liste des titres
| 1.    | Cold Little Heart                  | Michael Kiwanuka    | 9:58 |
| 2.    | Victim Of Love                     | Charles Bradley     | 3:31 |
| 3.    | Bloody Mother Fucking Asshole      | Martha Wainwright   | 3:12 |
| 4.    | River                              | Leon Bridges        | 3:59 |
| 5.    | Queen Of Boredness                 | Kinny feat. Diesler | 3:25 |
| 6.    | September Song                     | Agnes Obel          | 3:23 |
| 7.    | This Feeling                       | Alabama Shakes      | 4:29 |
| 8.    | Changes                            | Charles Bradley     | 6:01 |
| 9.    | Straight From The Heart            | Irma Thomas         | 2:28 |
| 10.   | Nothing Arrived (Live)             | Villagers           | 3:39 |
| 11.   | Don't                              | Zoë Kravitz         | 2:48 |
| 12.   | The Wonder Of You                  | Villagers           | 2:48 |
| 13.   | How's The World Treating You       | Daniel Agee         | 2:50 |
| 14.   | You Can't Always Get What You Want | Ituana              | 4:12 |
| 56:57 |                                    |                     |      |

On peut aussi entendre The wind de PJ Harvey issu de son album Is this Desire? à la fin d'un épisode de la saison 1, Bad reputation de Joan Jett & the Blackhearts, The B-52's ou encore It's over de Roy Orbison...
Une compilation des chansons de la seconde saison a été éditée par le même label le 19 juillet 2019.
Liste des titres
| 1.    | I'll Be Around               | The Spinners                                                                  | 3:09 |
| 2.    | Good Thing Gone              | Elle King                                                                     | 4:53 |
| 3.    | Harvest Moon                 | Cassandra Wilson                                                              | 5:01 |
| 4.    | Until You Came Into My Life  | Ann Peebles                                                                   | 3:13 |
| 5.    | The Fade Out Line            | Phoebe Killdeer & the Short Straws                                            | 3:33 |
| 6.    | Great Big Bundle Of Love     | Brenton Wood                                                                  | 2:18 |
| 7.    | Let Love Stand a Chance      | Charles Bradley & Menahan Street Band                                         | 3:59 |
| 8.    | Baby                         | Donnie & Joe Emerson                                                          | 4:13 |
| 9.    | Dreams                       | POP ETC                                                                       | 3:42 |
| 10.   | That Was Yesterday           | Leon Bridges                                                                  | 3:50 |
| 11.   | Why Can't We Live Together   | Jim James                                                                     | 3:39 |
| 12.   | Have You Ever Seen the Rain? | Willie Nelson et Paula Nelson                                                 | 4:39 |
| 13.   | Piece of My Heart            | Christine Vierra et The Ryan Rehm Band (reprise popularisée par Janis Joplin) | 4:12 |
| 14.   | Shake Sugaree                | Elizabeth Cotten et Brenda Evans                                              | 5:03 |
| 55:34 |                              |                                                                               |      |

### Sorties DVD et Blu-ray
| Intitulé du coffret                     | Nombre d'épisodes | Dates de sortie     | Dates de sortie                     | Nombre de disques | Société de distribution |
| Intitulé du coffret                     | Nombre d'épisodes | États-Unis (Zone 1) | France (Zone 2) (Uniquement en DVD) | Nombre de disques | Société de distribution |
| --------------------------------------- | ----------------- | ------------------- | ----------------------------------- | ----------------- | ----------------------- |
| Big Little Lies - Une série limitée HBO | 7                 | 1er août 2017       | 9 août 2017                         | 3                 | HBO Home Entertainment  |
| Big Little Lies - Saison 2              | 7                 | 7 janvier 2020      | 8 janvier 2020                      | 2                 | HBO Home Entertainment  |
| Big Little Lies - Saisons 1 et 2        | 14                | 7 janvier 2020      | 8 janvier 2020                      | 5                 | HBO Home Entertainment  |

## Distinctions
Sauf indication contraire, les informations mentionnées dans cette section peuvent être confirmées par la base de données cinématographiques IMDb,  présente dans la section « Liens externes ».

### Récompenses
- American Film Institute Awards 2017 : Top 10 des programmes télévisés de l'année
- Primetime Emmy Awards 2017 :
  - Meilleure mini-série
  - Meilleur scénario pour une mini-série ou un téléfilm
  - Meilleure actrice dans une mini-série ou un téléfilm pour Nicole Kidman
  - Meilleure actrice dans un second rôle dans une mini-série ou un téléfilm pour Laura Dern
  - Meilleur acteur dans un second rôle dans une mini-série ou un téléfilm pour Alexander Skarsgård
  - Meilleure réalisation pour une mini-série ou un téléfilm
  - Meilleurs costumes contemporains pour une série, mini-série ou téléfilm
  - Meilleure casting pour une mini-série, téléfilm ou spécial
  - Meilleur supervision de la musique
- Television Critics Association Awards 2017 : Meilleure mini-série ou meilleur téléfilm ou spécial
- Golden Globes 2018 :
  - Meilleure mini-série ou meilleur téléfilm
  - Meilleure actrice dans une mini-série ou un téléfilm pour Nicole Kidman
  - Meilleure actrice dans un second rôle dans une série, une mini-série ou un téléfilm pour Laura Dern
  - Meilleur acteur dans un second rôle dans une série, une mini-série ou un téléfilm pour Alexander Skarsgård
- Critics' Choice Television Awards 2018 :
  - Meilleure mini-série ou meilleur téléfilm
  - Meilleure actrice dans une mini-série ou un téléfilm pour Nicole Kidman
  - Meilleure actrice dans un second rôle dans une mini-série ou un téléfilm pour Laura Dern
  - Meilleur acteur dans un second rôle dans une mini-série ou un téléfilm pour Alexander Skarsgård
- Writers Guild of America Awards 2018 : Meilleur scénario adapté

### Nominations
- Primetime Emmy Awards 2017 :
  - Meilleure actrice dans une mini-série ou un téléfilm pour Reese Witherspoon
  - Meilleure actrice dans un second rôle dans une mini-série ou un téléfilm pour Shailene Woodley
  - Meilleures coiffure dans une mini-série ou un téléfilm
  - Meilleurs maquillages dans une mini-série ou un téléfilm
  - Meilleure photographie dans une mini-série ou un téléfilm
  - Meilleur montage en caméra unique pour une mini-série ou un téléfilm
  - Meilleur mixage sonore pour une mini-série ou un téléfilm
- Television Critics Association Awards 2017 :
  - Programme de l'année
  - Meilleure interprétation dans une série dramatique pour Nicole Kidman
- Golden Globes 2018 :
  - Meilleure actrice dans une mini-série ou un téléfilm pour Reese Witherspoon
  - Meilleure actrice dans un second rôle dans une série, une mini-série ou un téléfilm pour Shailene Woodley
- Critics' Choice Television Awards 2018 : Meilleure actrice dans une mini-série ou un téléfilm pour Reese Witherspoon
- Art Directors Guild Awards 2018 : Meilleure direction artistique pour un téléfilm ou une mini-série
- Cinema Audio Society Awards 2018 : Meilleur mixage sonore d'un téléfilm ou mini-série
- Costume Designers Guild Awards 2018 : Prix d'excellence dans une série télévisée contemporaine
- Golden Globes 2020 :
  - Meilleure série dramatique
  - Meilleure actrice dans une série dramatique pour Nicole Kidman
  - Meilleure actrice dans un second rôle dans une série, une mini-série ou un téléfilm pour Meryl Streep